# Bibliothèque municipale d'Oulu
La Bibliothèque municipale d'Oulu (en finnois : Oulun kaupunginkirjasto) est un réseau municipal et régional de bibliothèques situé à Oulu, en Finlande.

## Bibliothèque centrale
Le bâtiment de la bibliothèque principal est situé sur la place du marché dans le quartier de Pokkinen. 
Le bâtiment principal a été conçu par les architectes  Marjatta et  Martti Jaatinen en 1982.

## Bibliothèques locales
Son réseau comporte aussi des bibliothèques locales et une bibliothèque pour les patients de l'hôpital universitaire d'Oulu:
- Bibliothèque de Haukipudas (Asemakylänraitti 1, 90840 Haukipudas, Oulu)
- Bibliothèque de Hiukkavaara (Tahtimarssi 3, 90670 Oulu)
- Bibliothèque de Jääli (Laivakankaantie 10, 90940 Jääli)
- Bibliothèque de Kaakkuri (Pesätie 13, 90420 Oulu)
- Bibliothèque de Kaijonharju (Kalevalantie 5, 90570 Oulu)
- Bibliothèque de Karjasilta (Leevi Madetojan katu 1, 90140 Oulu)
- Bibliothèque de Kastelli (Sairaalanrinne 5, 90220 Oulu)
- Bibliothèque de Kaukovainio (Hiirihaukantie 4, 90250 Oulu)
- Bibliothèque de Kello (Uuvenperäntie 4, 90810 Kiviniemi, Oulu))
- Bibliothèque de Kiiminki (Kirjastokuja 1, 90900 Kiiminki)
- Bibliothèque de Koskela (Tullimiehentie 4, 90560 Oulu)
- Bibliothèque de Maikkula (Kangaskontiontie 3, 90240 Oulu)
- Bibliothèque de Martinniemi (Jokisuuntie 1, 90850 Martinniemi, Oulu)
- Bibliothèque de Myllyoja (Karvarinaukio 11, 90650 Oulu)
- Bibliothèque de Oulunsalo (Karhuojantie 2, 90460 Oulunsalo)
- Bibliothèque de Pateniemi  (Sahantie 2, 90800 Oulu)
- Bibliothèque de Puolivälinkangas (Mielikintie 9, 90550 Oulu)
- Bibliothèque de Rajakylä (Ruiskukkatie 2, 90580 Oulu)
- Bibliothèque de Ritaharju (Ritakierros 2, 90540 Oulu)
- Bibliothèque de Tuira (Valtatie 47, 90500 Oulu)
- Bibliothèque de Yli-Ii (Halametsä 1, 91200 Yli-Ii (Oulu)
- Bibliothèque de Ylikiiminki (Koulurinne 3, 91300 Ylikiiminki (Oulu))

## Statistiques
Les statistiques sont pour l'année 2016:
- 957 272 livres dans les collections de la bibliothèque
- 76 145 emprunteurs
- 3,6 millions de prêts
- 1,9 million de visites
- 1102 groupes ont visité la bibliothèque, soit environ 24 000 personnes
- 1106 événements ouverts à tous, soit près de 28 000 participants

## Galerie

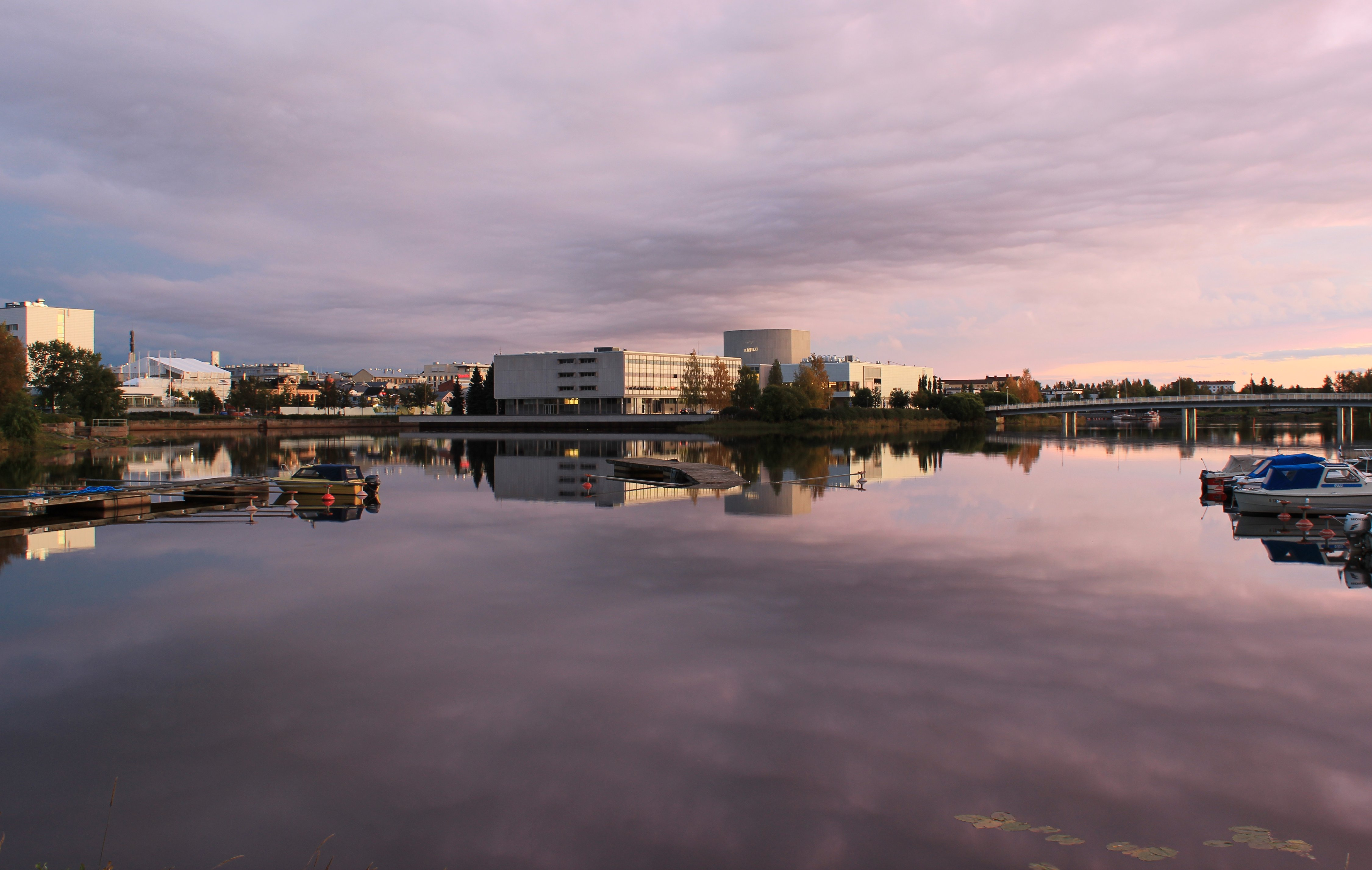
la bibliothèque et le théâtre sur l'île de Vänmanninsaari.
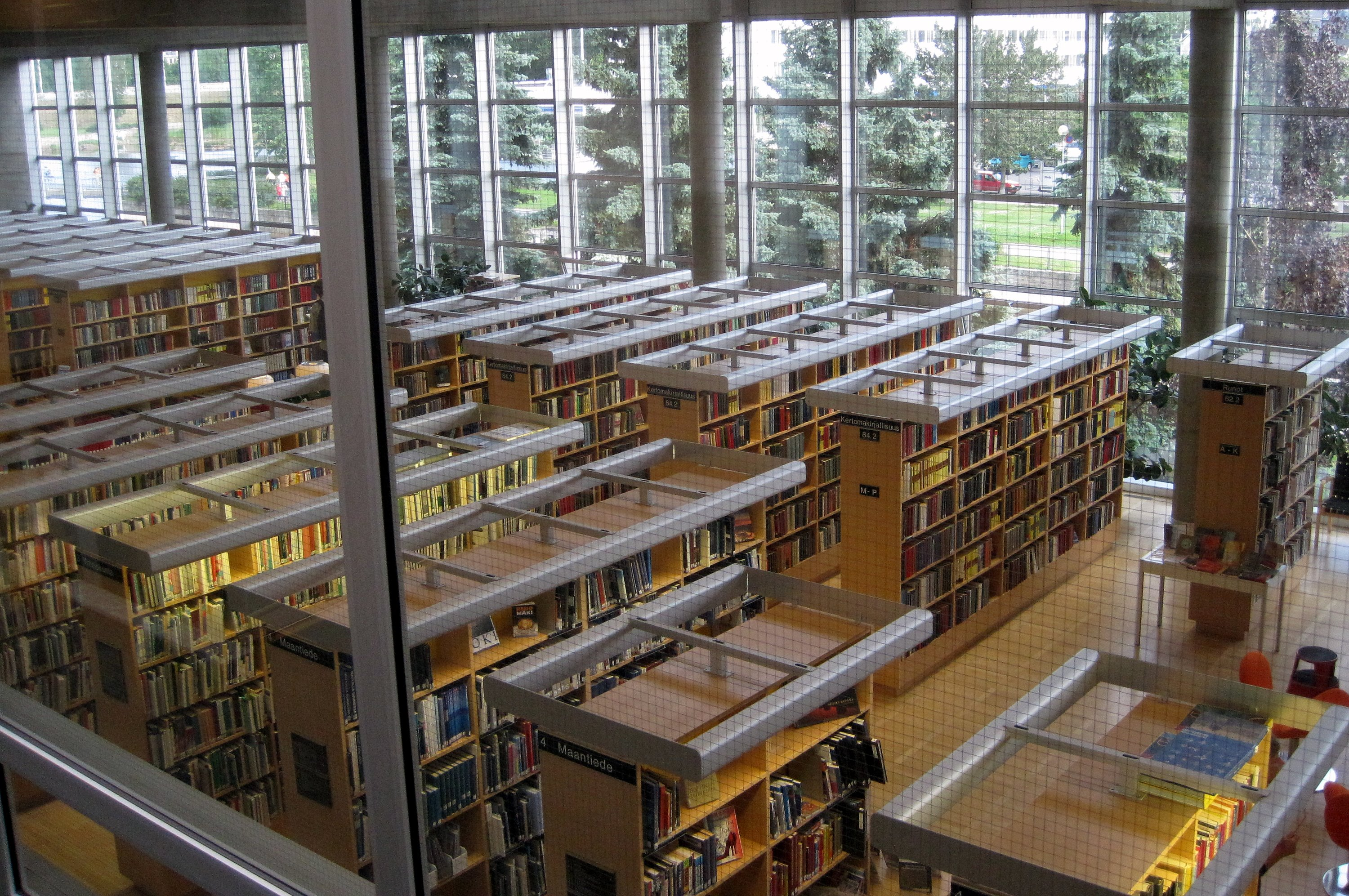
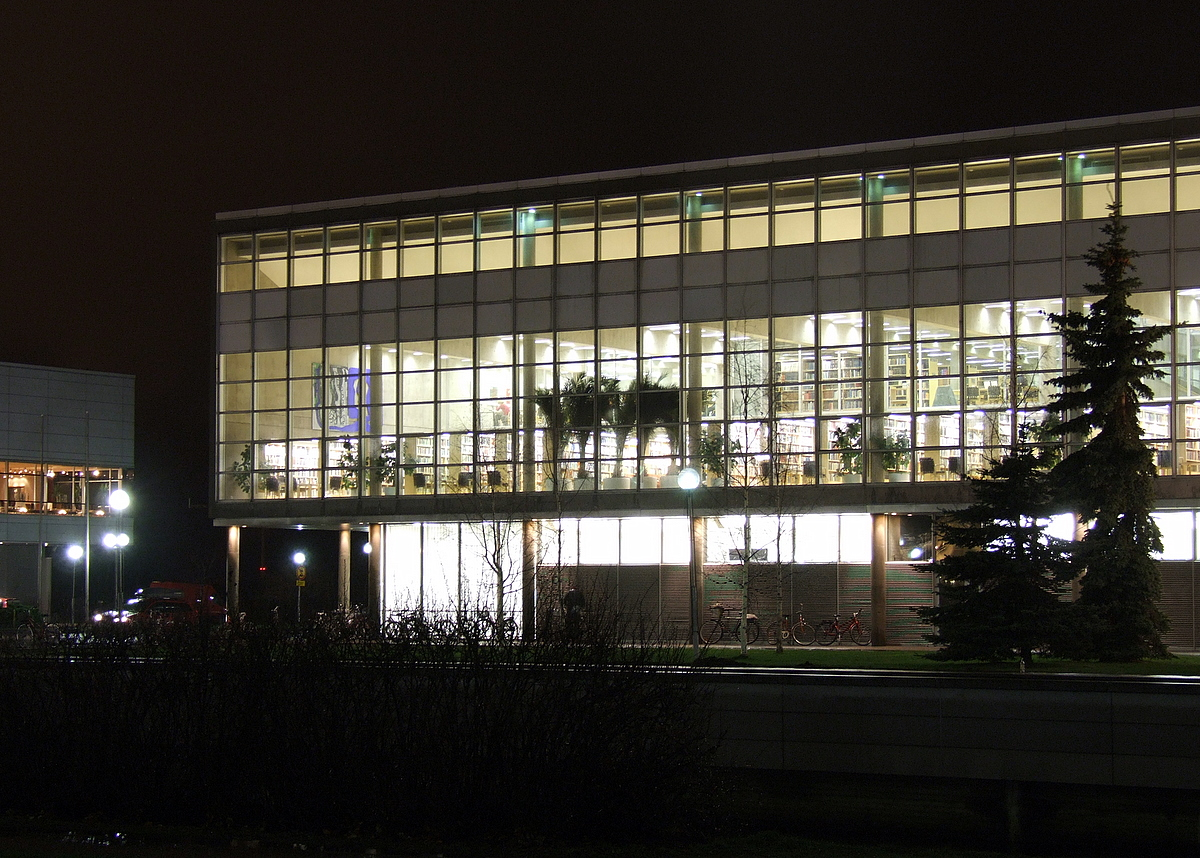
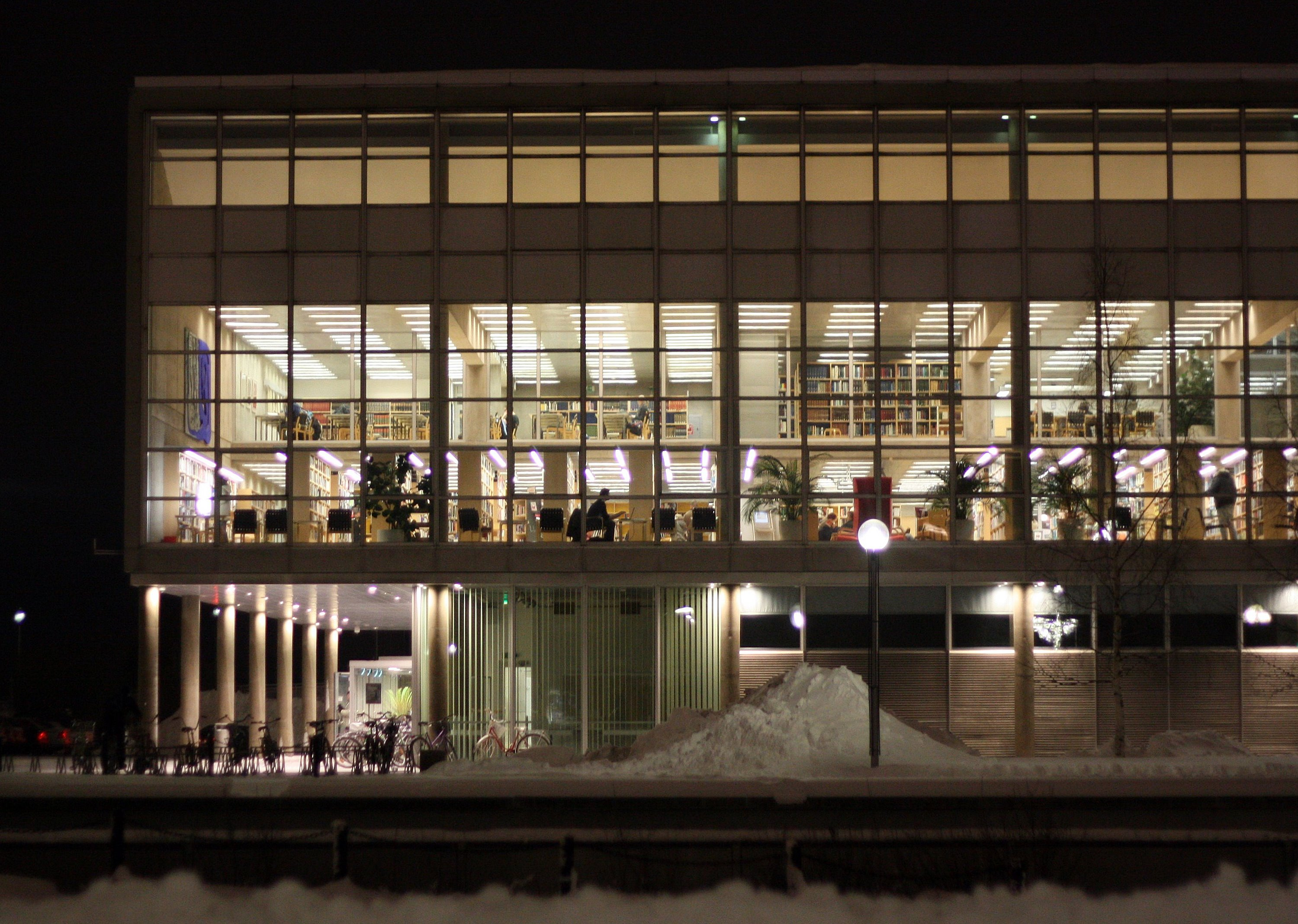